# Hydropsyche winema
Hydropsyche winema là một loài Trichoptera trong họ Hydropsychidae. Chúng phân bố ở miền Tân bắc.